# Hagnó
|  | No s'ha de confondre amb Hagnó de Tars. |

Hagnó (grec antic: Ἁγνών, llatí: Hagnon), fill de Nícies, fou un militar atenenc del segle v aC.
Hagnó va dirigir forces atenenques, segons Tucídides, juntament amb Formió, que a la guerra de Samos el 440 aC, van anar en ajut de Pèricles amb 40 vaixells.
Hagnó va fundar Amfípolis a l'Estrímon, després d'un primer assaig 29 anys abans que va acabar amb una derrota a Drabescos. Hagnó va aconseguir expulsar els edons i establir una colònia segura a la qual va donar el nom d'Amfípolis en un lloc anomenat fins aleshores «Nou Camins». La fundació es va fer en l'arcontat d'Eutímenes, l'any 437 aC. La ciutat es va revoltar i va expulsar els colons atenencs, i després de la victòria de Bràsides sobre Cleó la independència va quedar assegurada el 422 aC, i els honors de fundador van ser traspassats a Bràsides.
El 430 aC Hagnó, al segon any de la guerra del Peloponès, va ser un dels generals (estrategs) de l'estat major i va substituir (junt amb Cleopomp) a Pèricles en el comandament de les forces navals que havien atacat les costes del Peloponès. Una plaga va afectar tota la flota, de la que van morir prop de la meitat dels seus 4000 homes i va haver de tornar a Atenes. Després va acompanyar a Odrises en l'anomenada "gran invasió".
El 425 aC va ser un dels signants de l'anomenada Pau de Nícies, que va posar fi temporalment a la Guerra del Peloponès.
Aproximadament l'any 413 aC, després de les notícies de la derrota a Siracusa, un Hagnó identificat com a pare de Teràmenes, segurament aquest mateix personatge, va ser nomenat pels ancians com a πρόξουλοι per dirigir una espècie de consell executiu. Lísies l'acusa d'haver premés la revolució oligàrquica que va portar al govern dels Quatre-cents.